# L’Édifice d’orgueil
L’Édifice d’orgueil (titre original : The House of Pride) est une nouvelle américaine de Jack London publiée aux États-Unis en 1910.

## Historique
De mai à octobre 1907, Jack London, en croisière sur le Snark, fait escale à Hawaï. En juillet, il écrit cette nouvelle, « critique sans concession des pratiques colonialistes des missionnaires américains dans l'archipel ».

La nouvelle est publiée initialement dans The Pacific Monthly, en décembre 1910, avant d'être reprise dans le recueil The House of pride and other tales of Hawaii en mars 1912.

## Résumé
Percival Ford, un fier baron du commerce à Hawaï, « qui n'aimait pas plus la compagnie des femmes que celle des hommes », déteste, en particulier, Joe Garland, un homme à moitié canaque « dissolu et paresseux ».
Apprenant que Joe Garland est son demi-frère, « la maison d'orgueil que Percival Ford avait édifiée était en train de s'effondrer autour de lui.»

## Éditions

### Éditions en anglais
- The House of Pride, dans The Pacific Monthly, périodique, décembre 1910.
- The House of Pride, dans le recueil The House of pride and other tales of Hawaii, un volume chez  The Macmillan Co, New York, mars 1912.

### Traductions en français
- L’Édifice d’orgueil, traduit par Louis Postif, in Gringoire, périodique, juin 1935.
- L’Édifice d’orgueil, traduit par Louis Postif, revu et complété par Frédéric Klein, in Histoires des îles, recueil, Phébus, 2007.
- La Maison d’orgueil, traduit par Aurélie Guillain, Gallimard, 2016[3].

## Sources
- « Bibliographie de Jack London », sur jack-london.fr (consulté le 4 mars 2024)